# Chambre d'élite de l'Académie royale
La chambre d'élite de l'Académie royale, aussi appelée chambre des sages ou cercle des vénérables, (hangeul : 집현전 ; hanja : 集賢殿 ; RR : Jiphyeonjeon, /tɕi.pʰjʌn.dʑʌn/), était un institut de recherche royal créé par Sejong le Grand de la dynastie coréenne Joseon en mars 1420. Créé au début de son règne, le roi Sejong a doté la chambre des sages d'érudits talentueux et leur a demandé de mener diverses activités de recherche pour renforcer son règne. La chambre des sages est principalement connue pour son rôle dans la compilation du Hunminjeongeum, le traité original sur le hangeul, l'alphabet coréen.

## Objectif
Le Chambre d'élite sert à l'origine un rôle consultatif au roi. Plus tard, le roi Sejong restructure et élargit son rôle en un institut de recherche universitaire. Au début du règne du roi Sejong, la chambre d'élite sert de système législatif, mais son rôle s'est finalement développé pour tenir des discussions sur la politique nationale de Joseon. Elle agit également plus tard comme un organe de presse.

## Réalisations
Le chambre d'élite a participé à diverses activités savantes, dont l'une était la compilation du Hunminjeongeum. Le hangeul a été personnellement créé par Sejong le Grand et révélé par lui en 1443,,,. Par la suite, le roi Sejong écrit la préface du Hunminjeongeum, expliquant l'origine et le but du hangeul et fournissant de brefs exemples et explications, puis charge la chambre d'élite de donner des exemples et des explications détaillés. Le chef de la chambre, Jeong Inji, est responsable de la compilation du Hunminjeongeum. Le Hunminjeongeum est publié et promulgué au public en 1446.
Le roi Sejong voulait un ouvrage qui permette de transmettre les idéaux confucianistes. Il a donc commandé chambre d'élite une compilation d'exemples tirés de l'histoire chinoise et coréenne afin d'illustrer les principes fondamentaux de piété filiale, loyauté envers l'État et dévotion de l'épouse. Le résultat fut l'ouvrage Conduite des trois principes fondamentaux dans les relations humaines (hangeul : 삼강행실도 ; hanja : 三綱行實圖 ; RR : Samgang Haengshildo). Cependant, l'ouvrage n'est pas publié en hangeul mais en hanja (caractères chinois). Il faut attendre trente ans avant qu'il soit transcrit en hangeul et par conséquent accessible au plus grand nombre.
En plus de contribuer au Hunminjeongeum et de publier le Samgang Haengshildo, la chambre d'élite participe à la publication de nombreux écrits savants et scientifiques, qui  contribuent à la réputation du règne de Sejong comme l'âge d'or de la culture coréenne.

## Dissolution
Le Chiphyǒnjǒn a été dissous par le roi Sejo (coréen : 세조) après que plusieurs de ses membres (notamment les six ministres martyrisés ) aient comploté pour assassiner Sejo en 1456, à la suite de l'usurpation du trône par ce dernier au roi Danjong. Cependant, une organisation similaire, le Hongmungwan (coréen : 홍문관), a poursuivi en grande partie le même travail, sans toutefois jouir du même prestige ou du même rendement qu'au cours de la période précédente.

## Érudits célèbres
- Jeong Inji (정인지, 1396-1478)
- Shin Suk-ju (신숙주, 1417-1475)
- Choi Hang (최항, 1409-1474)
- Seong Sammun (성삼문, 1418-1456)
- Pak Paengnyeon (박팽년, 1417-1456)
- Yi Gae (이개, 1417-1456)
- Yu Seong-won (유성원, ? -1456)
- Yi Sukhyeong (이숙형, 1415-1477)
- Seo Geojeong (서거정, 1420-1488)

## Membres du Chiphyǒnjǒn qui ont comploté contre le roi Sejo
- Pak Jungrim : ministre, père de Pak Paengnyeon
- Pak Paengnyeon : vice-ministre, l'un des six ministres martyrisés
- Ha Wiji : vice-ministre, l'un des six ministres martyrisés
- Seong Sammun : secrétaire royal, l'un des six ministres martyrisés
- Yi Gae : chef du Hall of Worthies, l'un des six ministres martyrisés
- Yu Seong-won : haut fonctionnaire de Sungkyunkwan, l'un des six ministres martyrisés
- Pak Innyeon: petit frère de Pak Paengnyeon
- Pak Kinyeon: petit frère de Pak Paengnyeon
- Heo Jo: beau-frère de Yi Gae
- Sim Shin